# Labo and Co
 (octobre 2013).
Labo and Co (ou Laboandco) est une société française, créée en 1998 par Thierry Fer et Christophe Martinelli et initialement spécialisée dans  la distribution d'instruments spécifiques destinés au contrôle de la qualité pour les industries du papier, du carton et des emballages.

## Historique
Lors de sa création en 1998,, la société était spécialisée dans la distribution d'instruments très spécifiques destinés au contrôle de la qualité pour les industries du papier, du carton et des emballages. Elle portait alors la raison sociale Thwing-Albert France, du nom de son principal fournisseur américain, Thwing-Albert Instrument Company. Intégrant dès 1999 des équipements plus génériques à son catalogue, la société crée un site internet qui devient  la première source de revenus de la compagnie.
Abandonnant son activité initiale, la société se consacre exclusivement à son site web à partir de 2003. Elle change également sa raison sociale pour devenir Labo and Co SA, et devient ainsi membre du Comité Interprofessionnel des Fournisseurs du Laboratoire.
En 2006, la société s'ouvre aux pays francophones et élargit son catalogue produits.
Depuis sa création, la société est dirigée par ses fondateurs, Thierry Fer et Christophe Martinelli.
Les principaux clients de Labo and Co sont dans les domaines de l'industrie du luxe, l'industrie automobile et aéronautique, des établissements publics scientifiques et techniques, et enfin des groupes pharmaceutiques. Par le biais de son site Internet Labo and Co dénombre  5.000 clients, dont des particuliers désireux d'investir dans un instrument scientifique, comme lors de la catastrophe nucléaire de Fukushima qui avait vu un accroissement de la vente de compteurs Geiger, ou d'autres appareils d'usage semi-professionnels ou professionnels.